# Кент Питман
Кент М. Питман (Kent M. Pitman, известен още с инициалите си KMP) е американски информатик, със значителни приноси към развитието на езиците за програмиране от семейството „Лисп“.
Той е президент на „HyperMeta, Inc.“
Изработва второ, преработено издание на документацията на Maclisp (The Revised Maclisp Manual, наричан още The Pitmanual).
Превежда реализацията на системата за компютърна алгебра Macsyma на езика за програмиране Common Lisp
(от Maclisp, Zetalisp и Franz Lisp).
Питман е един от членовете на подкомитет X3J13 на Американския национален институт за стандарти (ANSI),
подкомитетът, който изработва стандарта за Common Lisp.
Играе водеща роля при специфицирането на подсистемата за обработка на грешки и особени състояния (Common Lisp Condition System), включително написването на образцова (reference) реализация.
Питман е и технически редактор на стандартизационния документ и същевременно изработва негов хипертекстов вариант, наречен Common Lisp HyperSpec (CLHS).